# デッドマンズ・カーブ (ジャン&ディーンの曲)
「デッドマンズ・カーブ」（Dead Man's Curve）は、ジャン&ディーンのシングル。邦題は「危険なカーヴ」。

## 概要
1963年発売のアルバム「ドラッグ・シティ」に収録。1964年2月7日にシングルカットされた。
作詞・作曲はジャン・バリー、ロジャー・クリスチャン、アーティ・コーンフェルド、ブライアン・ウィルソン。

## カバー
- カーペンターズ（1973年）「ナウ・アンド・ゼン」にメドレーで収録。